# Henrik Roos
Henrik Roos, född 19 december 1962 i Stockholm, är en svensk racerförare och grundare av datorspelsföretaget SimBin Studios, som utvecklar racingsimulationsspel. Roos är tvåfaldig mästare i Swedish GTR Championship med Chrysler Viper och har även tävlat i FIA GT.

## Racingkarriär

### På nationell nivå (1992-2002)
Roos inledde sin racingkarriär inom formelbilsracing och blev år 1992 tia i Formula Opel Lotus Scandinavia. Han bytte sedan till GT-racing, vilket han kom att fortsätta med under hela karriären. År 1994 och 1995 blev det Porsche Cup Sweden, med en total andraplats år 1994 som bäst. Därefter flyttade han över till det svenska GT-mästerskapet, Swedish GTR Championship, 1998 och blev sjua totalt under sin första säsong. I en Chrysler Viper GTS-R tog Roos sedan sina två första segrar 1999 och han slutade säsongen på en andraplats bakom Lennart Pehrsson.
De två efterföljande åren blev två segerår för Roos. Han vann förarmästerskapet både 2000 och 2001, varav det sista med stor marginal. Han deltog även år 2002, då han blev tvåa bakom Johan Stureson, innan han flyttade över till den internationella serien, FIA GT, med Vipern.

### FIA GT (2002-2004)
Magnus Wallinder blev Roos teamkamrat under 2003 i Roos Optima Racing Team. De körde alla tio tävlingar och tog poäng i sex av dem. En fjärdeplats på Circuit de Nevers Magny-Cours i Frankrike blev deras bästa placering och totalt slutade de på en delad åttondeplats. I förarmästerskapet hamnade de båda på delad sextondeplats.
Roos bytte team, men inte bilmodell, i FIA GT till säsongen 2004. Teamets namn var Zwaans GTR Racing Team, då Roos, tillsammans med Johan Roos och Ian Bell hade startat datorspelsföretaget Simbin år 2003. "GTR" i teamets namn syftade nämligen på det då kommande GTR – FIA GT Racing Game, vilket blev Simbins första spel. Roos hade flera olika medförare under året, bland annat Christophe Bouchut, Arjan van der Zwaan, Klaus Abbelen och Val Hillebrand. Roos körde själv åtta av de elva tävlingarna och den bästa placeringen kom på Hockenheimring; en sjundeplats. Totalt tog han bara tre poäng och blev 61:a i förarmästerskapet. Därefter avslutade Roos sin racingkarriär och valde att istället satsa på Simbin.

### Karriärstatistik
| År   | Klass/Mästerskap               | Team                    | Bil                   | Starter | Totalt/poäng | Bästa placering       |
| ---- | ------------------------------ | ----------------------- | --------------------- | ------- | ------------ | --------------------- |
| 1992 | Formula Opel Lotus Scandinavia | ?                       | ?                     | ?/?     | 10:a/25p     | ?                     |
| 1994 | Porsche Cup Sweden             | ?                       | Porsche 944 Turbo Cup | ?/?     | 2:a/115p     | ?                     |
| 1995 | Porsche Cup Sweden             | ?                       | Porsche 944 Turbo Cup | ?/?     | 7:a/80p      | ?                     |
| 1998 | Swedish GTR Championship       | ?                       | ?                     | ?/?     | 7:a/93p      | ?                     |
| 1999 | Swedish GTR Championship       | Chrysler Viper Team     | Chrysler Viper GTS-R  | ?/?     | 2:a/170p     | ?                     |
| 1999 | Swedish GTR Championship – GT2 | Chrysler Viper Team     | Chrysler Viper GTS-R  | ?/?     | 2:a/171p     | Två segrar            |
| 2000 | Swedish GTR Championship       | ?                       | Chrysler Viper GTS-R  | ?/?     | 1:a/185p     | ?                     |
| 2000 | Swedish GTR Championship – GT2 | ?                       | Chrysler Viper GTS-R  | ?/?     | 1:a/198p     | ?                     |
| 2001 | Swedish GTR Championship       | Viewsonic Viper Team    | Chrysler Viper GTS-R  | ?/?     | 1:a/194p     | ?                     |
| 2002 | Swedish GTR Championship       | ?                       | Chrysler Viper GTS-R  | ?/?     | 2:a/140p     | ?                     |
| 2002 | FIA GT – GT                    | Henrik Roos Team        | Chrysler Viper GTS-R  | 2/10    | -/0p         | 8:a på Donington      |
| 2003 | FIA GT – GT                    | Roos Optima Racing Team | Chrysler Viper GTS-R  | 10/10   | 16:e/17p     | 4:a på Magny-Cours    |
| 2004 | FIA GT – GT                    | Zwaans GTR Racing Team  | Chrysler Viper GTS-R  | 8/11    | 61:a/3p      | 7:a på Hockenheimring |